# Blue Arrow
Blue Arrow Limited est une agence de recrutement et d'intérim basée au Royaume-Uni et spécialisée dans la restauration, l'hôtellerie, l'industrie, la fonction publique, le commerce de détail et la logistique. 
Son siège social se trouve à Luton, dans le Bedfordshire. 
Blue Arrow fait partie du Impellam Group (en), une entreprise ayant des opérations au Royaume-Uni, en Irlande, en Europe, aux États-Unis, en Australie et en Nouvelle-Zélande. 

## Histoire
Le 10 novembre 1959, Blue Arrow, alors nommée The Barnet Agency, est fondée par Sheila Birch. En 1982, le nom de la société devient « Blue Arrow Personnel Services », puis devient « Blue Arrow » le 28 juin 2000.
Après l'entrée de la société sur le marché des valeurs mobilières non côtées en 1984, Sheila Birch quitte le conseil d'administration. En juin 1987, Blue Arrow acquiert Manpower, qui était alors la plus grande agence de travail temporaire au monde, pour un prix de 1,3 milliard de dollars. Manpower devient par la suite indépendant en 1991.
Le 17 avril 1996, la société est achetée par The Corporate Services Group qui, le 7 mai 2008 fusionne avec Carlisle Group pour former l'un des plus grands groupes de recrutement au Royaume-Uni : l'Impellam Group,.